# مريم مجيدي
مريم مجيدي (بالفارسية: مريم مجيدى) (مواليد 1980 في طهران - )، هي كاتبة فرنسية من أصول إيرانية.

## سيرة حياتها
إنتقلت مع عائلتها إلى فرنسا في سن السادسة، كان والداها شيوعيين وأجبروا على النفي بعد الثورة الإيرانية. درست الأدب في جامعة السوربون ودرست اللغة الفرنسية في كلٍ من بكين واسطنبول.

## من مؤلفاتها
نُشرت روايتها الأولى «ماركس والدمية» على نطاق واسع، وهي مستوحاة بشكل كبير من سيرتها الذاتية. ترجمها إلى العربية الكاتب معن عاقل ونُشرت عبر المركز الثقافي العربي في الدار البيضاء.

## الجوائز
- حصلت على جائزة غونكور للرواية الأولى، وهي تعمل حاليًا على روايتها الثانية.[2]

## روابط خارجية
- مريم مجيدي على موقع IMDb (الإنجليزية)